# 飞火枪

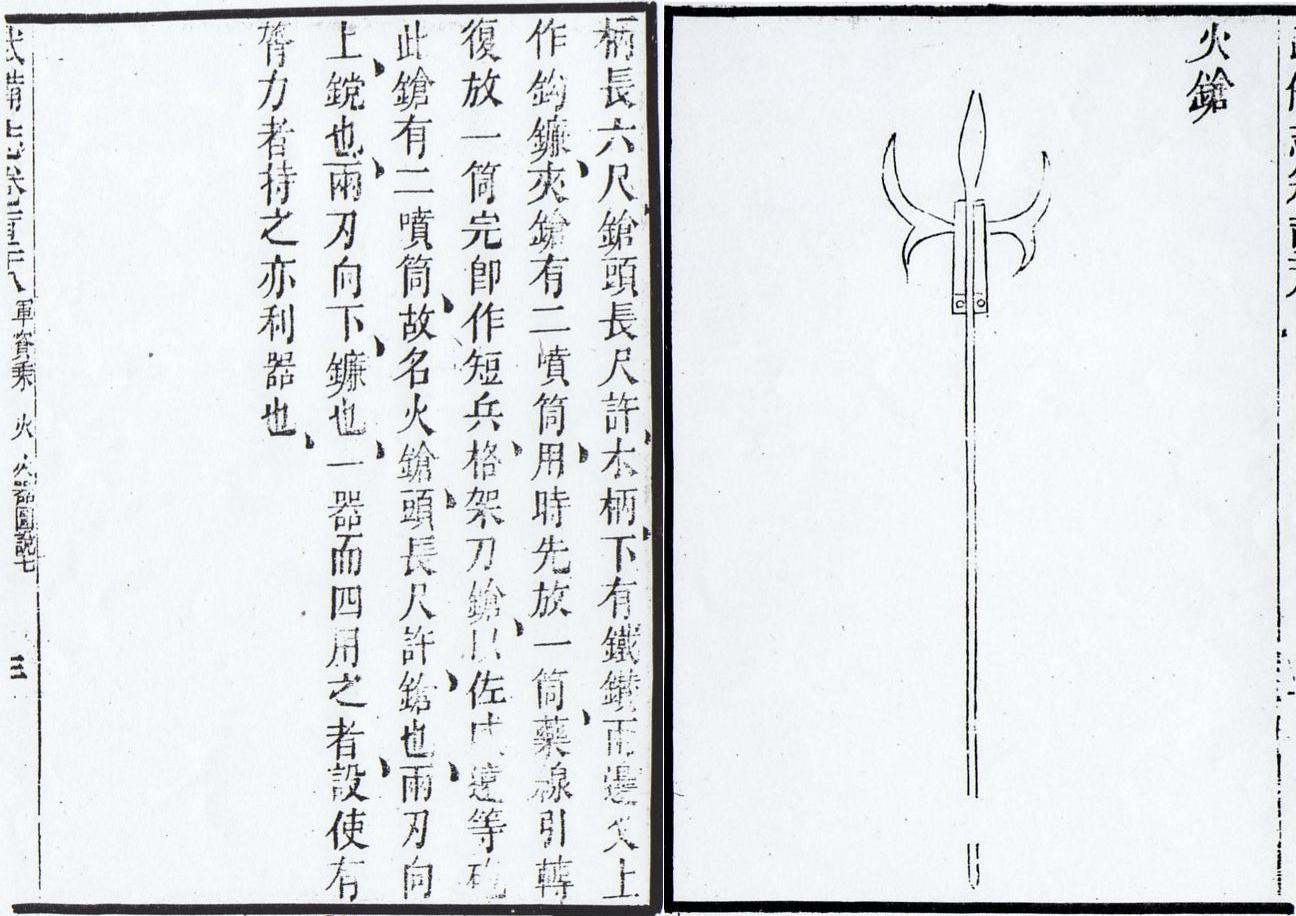
明代的鉤鐮噴筒飞火枪。

飞火枪又稱為火槍，是金朝发明的一种火器，具有近距离杀伤的优势。在长矛上绑有火筒，與梨花枪类似。
十九世紀的西方學者曾認為這是一種飛行的火箭，但之後研讀了金史中的文献後重新提出了這是一種手持的火器。李約瑟在《軍事技術·火藥的史詩》一書中提到：「飛火槍肯定為飛火之槍（Flying-fire Spears），而不是飛之火槍（Flying Fire-spears）。」